# Tvnetwork Nyrt.
A TvNetWork Nyrt. magyarországi internet- és kábeltelevízió-szolgáltató társaság 2000. október 19-én jött létre, 2007-ben alaptőkéje 1 523,6 millió forint volt, a Budapesti Értéktőzsdére 2006-ban vezették be, ahol a kisebb kapitalizációjú vállalatokat tömörítő B kategóriában van jelen. 2001-ben három megyében, 2007-ben öt megyében és Budapesten biztosítottak internetelérést.
Az utóbbi években a társaság nagy növekedésen ment keresztül, és bár rendre nyereséget ért el, 2007-ben egy kommunikációs hálózat megvásárlásával fizetési nehézségei adódtak.
2009 év végén a TvNetWork bejelentette, hogy anyagi és fizetési nehézségek érdekében több városban eladta műsor-szolgáltatási jogosultságát a Digikábelnek. Ezzel a Digi Kft. 30%-os tulajdonjogot szerzett a TvNetWork Nyrt.-nél.
Az érintett városok az alábbiak:
- Budapest
- Szeged
- Debrecen
- Pécs
- Tompa
- Kisszállás
- Kiskunhalas
- Kelebia

A továbbiakban a Digikábel előre láthatólag 2010-év végére teljesen átveszi a TvNetWork magyarországi internet-telefon és kábeltelevízió-szolgáltatását.